# Zdětín (okres Mladá Boleslav)
Obec Zdětín (německy Zdietin) se nachází v okrese Mladá Boleslav, kraj Středočeský. Žije zde 636 obyvatel.

## Geografie
Nadmořská výška 252 m, katastrální obec v okrese Mladá Boleslav. Na mírném návrší, se rozprostírá v počátku středočeské roviny, která se na pravém břehu řeky Jizery směrem od Mladé Boleslavi, za vesnicemi Hrušov a Chotětov začíná šířit k Polabské nížině. Jizera je vzdálena směrem východním zhruba 2 km. Zdětín je vzdálen směrem severozápadním 2 km od města Benátky nad Jizerou a směrem jihozápadním 16 km od okresního města Mladé Boleslavi. Mírné návrší, na kterém je ves rozložena, se svažuje směrem jižním a jihozápadním do údolí, takže z této strany se zdá, že Zdětín je položen na kopci. Směrem severním je úplná rovina a na východě se mírně svažuje.

## Název
Jméno vsi pochází snad od staročeského slova bzděti, bzdíti, tj. slabě kouřiti nebo dýmati a znamenalo by ves, kde strážní měli dýmem ohně dávat znamení. Zdá se však, že i tato ves má jméno po zakladateli, neboť jsou známa staročeská osobní jména Zdata, Zdech, Zdeš, Zděn apod. Jména vsí s koncovkou -ín jsou odvozena z osobních jmen, původně adjektiv: Teta – Tetin hrad, později Tetín. Zdech nebo Zdět – Zdětín, tj. Zdětův dvůr.

## Historie
Z archeologických nálezů vyplývá, že území, kde se nachází nynější obec Zdětín, bylo osídleno již na rozhraní 3. a 2. tisíciletí př. n. l., tedy v mladší době kamenné.
První písemná zmínka o Zdětíně je z roku 1189, kdy byla ves Zdětín darována Hroznatou Kadeřavým z Peruce křížovníkům svatomařským. V 9. století byl tu farní chrám téhož řádu, který se již roku 1260 připomíná jako farní v dějinách panství benáteckého. Stalo se tak roku 1335 a vykoupil je biskup Jan, který pocházel z rodu pánů z Dražic. Ve válkách husitských ho získal od johanitů Václav Myška z hrádku nad Zámostím (Myškův zámek ve Starém Stránově) jako ves zápisnou kláštera u Matky boží z Malé Strany – Václav Myška z Hrádku byl věrným stoupencem mistra Jana Husa a provázel ho do Kostnice. Roku 1436 měl ves Zdětín i s podáním kostelním v držení řád Maltézských rytířů.
V roce 1437 Václav Myška z Hrádku dobrou vůlí postupuje Zdětín Janovi z Kunvaldu na základě nařízení císaře Zikmunda. Jan z Kunvaldu byl podkomoří českého království, který penězi vypomohl císaři z tísně a získal tím jeho přízeň. Zdětín mu byl dán jako zástava. V erbu měli jeho potomci zlatého korunovaného draka v modrém poli a vládli dlouho Dražicemi. Tak patřil Zdětín k Dražicím, později k panství benáteckému a jen malá část vsi patřila v letech 1505–1533 k Brodcům.
Roku 1512 koupil Dražice Bedřich purkrabí z Donína. (Pánům z Donína patřily na Nymbursku Velelibské dvory, z nichž největší má jméno Zdonín.) Donínští páni vystavěli roku 1526 v Nových Benátkách zámek a trvale se v něm usídlili. Roku 1548 se synové Bedřichovi o panství rozdělili a zboží benátecké dostal Jindřich z Donína. Roku 1560 Ferdinand I. osvobodil Jindřicha z Donína od zástavy na vsi Zdětíně.
V letech 1869–1921 k obci patřila Dražice.
V roce 2015 byla provedena velká revitalizace návsi, byla vytvořena parkovací místa, odpočinkové zóny a vysázena zeleň.
| 1869 | 1880 | 1890 | 1900 | 1910 | 1921 | 1930 | 1950 | 1961 | 1970 | 1980 | 1991 | 2001 | 2011 |
| ---- | ---- | ---- | ---- | ---- | ---- | ---- | ---- | ---- | ---- | ---- | ---- | ---- | ---- |
| 357  | 481  | 517  | 585  | 648  | 690  | 738  | 563  | 598  | 524  | 436  | 392  | 420  | 492  |

### Územněsprávní začlenění
Dějiny územněsprávního začleňování zahrnují období od roku 1850 do současnosti. V chronologickém přehledu je uvedena územně administrativní příslušnost obce v roce, kdy ke změně došlo:
- 1850 země česká, kraj Jičín, politický okres Nymburk, soudní okres Nové Benátky;[6]
- 1855 země česká, kraj Mladá Boleslav, soudní okres Nové Benátky;[6]
- 1868 země česká, politický okres Mladá Boleslav, soudní okres Nové Benátky;[6]
- 1937 země česká, politický okres Mladá Boleslav expozitura Nové Benátky, soudní okres Nové Benátky;[7]
- 1939 země česká, Oberlandrat Jičín, politický okres Mladá Boleslav expozitura Nové Benátky, soudní okres Nové Benátky;[8]
- 1942 země česká, Oberlandrat Praha, politický okres Brandýs nad Labem, soudní okres Nové Benátky;[9]
- 1945 země česká, správní okres Mladá Boleslav, expozitura a soudní okres Benátky nad Jizerou;[10]
- 1949 Pražský kraj, okres Mladá Boleslav;[11]
- 1960 Středočeský kraj, okres Mladá Boleslav.[12]

### Rok 1932
V obci Zdětín (přísl. Chrástecký Dvůr, 856 obyvatel) byly v roce 1932 evidovány tyto živnosti a obchody: autodoprava, výroba cementového zboží, cihelna, 2 holiči, 3 hostince, 2 koláři, konsum Svépomoc, 2 kováři, 2 krejčí, Dodávkové družstvo mistrů krejčovských, obuvník, 2 paliva, pekař, pokrývač, porodní asistentka, povozník, 10 rolníků, 2 řezníci, 3 obchody se smíšeným zbožím, 2 švadleny, 2 tesařští mistři, 2 trafiky, 2 truhláři, 2 velkostatky

## Pamětihodnosti

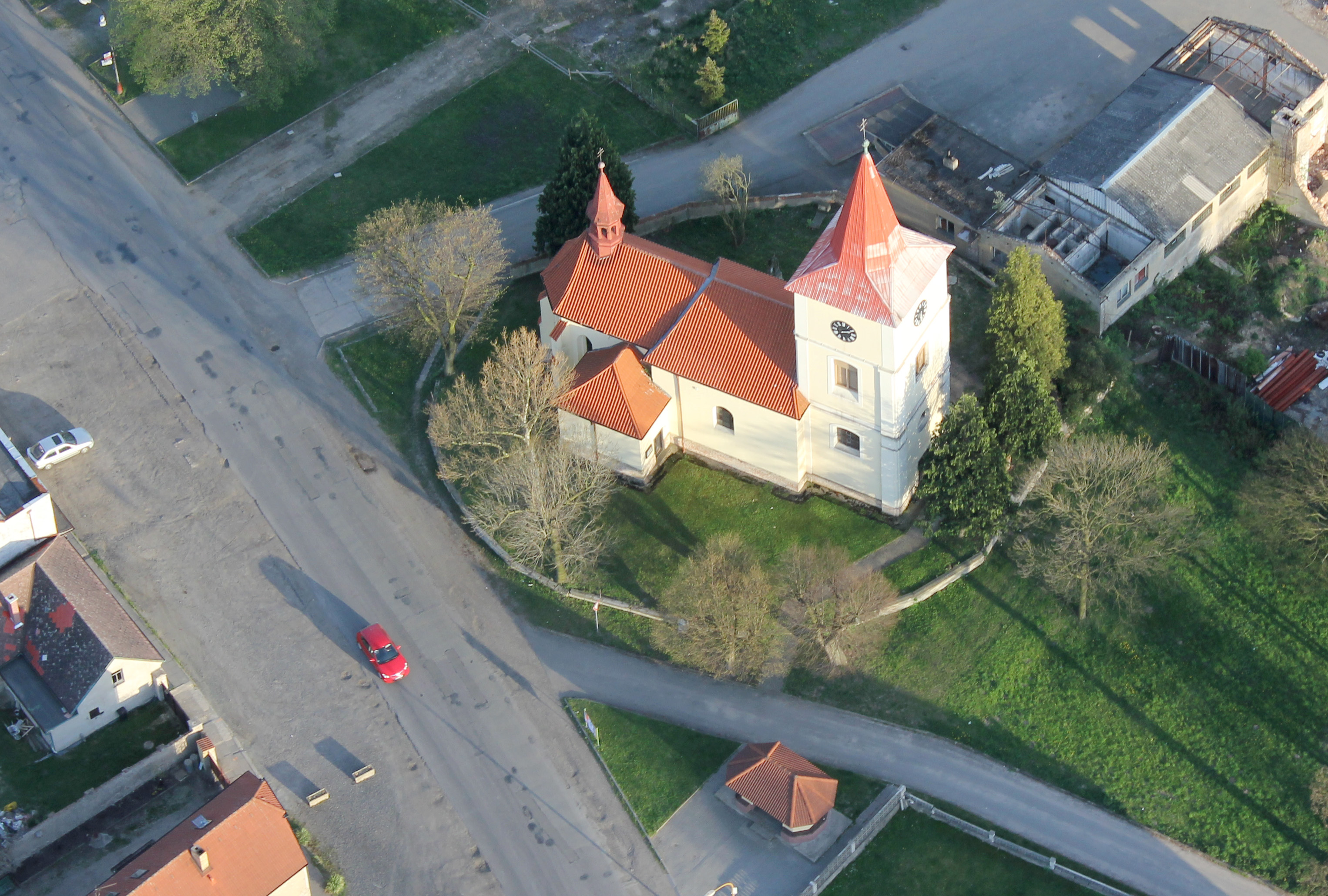
Kostel Všech svatých

- Kostel Všech svatých je gotický, ze 14. století. Kolem byl hřbitov, který byl zrušen v letech 1903–1904 a zřízen nový za vsí při levé straně silnice vedoucí do Benátek nad Jizerou. Původně to byla gotická kaple – dnes kněžiště. Později byla přistavěná obdélná loď, která je však již z části přestavěna v barokním stylu a naposled byla postavena věž podoby komolého jehlanu, která je již v čistém slohu barokním. Věž měla být původně ukončena bání. To jsou nesporné důkazy o několika obdobích stavby. Věž má dvě patra (v druhém jsou hodiny). U kostela na straně východní stála zděná, osmistěnná barokní kostnice, která byla rozbořena v roce 1926. Kostel se hřbitovem byl obehnán zdí. Hlavní oltář je z roku 1682. Po stranách oltáře jsou jednoduché brány s dveřmi. Oltářní obraz na plátně představuje svaté v nebi a pochází z 18. století. Po stranách jsou obrazy sv. Václava a sv. Zikmunda. Druhý je oltář Jana Nepomuckého z poloviny 18. století, s obrazem sv. Jana almužníka. Dále jsou zde obrazy sv. Antonína a uzdravení Lazara na plátně z počátku 18. století. Obraz z roku 1763, představuje sv. Mikuláše s měšcem. Na zadní straně je poznamenáno: „Tento obraz na svug naklad dal postaviti pan Frantissek Swaczina soused Zdietinske na wiecznau Pamatku. Leta 1763 den 2. wiecznau Pamatku. Leta 1763 den 2. Deozemb“. Do roku 1916 byly na hlavní věži 3 velké zvony a na věžičce malý zvonek sanktusový. 30. října 1916, když byly prováděny rekvisice zvonů pro válečné účely, dostavili se do Zdětína maďarští vojíni a sebrali tři zvony: 1. Zvon o průměru 80 cm z roku 1687 - „poledník.“ 2. Zvon o průměru 47 cm pocházející z 15. – 16. století, který byl bez srdce a neužívalo se jej. 3. Zvonek o průměru 23 cm z roku 1702 v sanktusníku - „umíráček.“

- Památník obětem první a druhé světové války

## Doprava

### Silniční doprava
Obcí prochází silnice II/272 Lysá nad Labem - Benátky nad Jizerou - Zdětín - Bezno - Bělá pod Bezdězem.

### Železniční doprava
Severně od zastavěného území obce prochází železniční trať 070 Praha - Mladá Boleslav - Turnov. Jedná se o jednokolejnou celostátní trať, doprava byla na trati zahájena roku 1865. Po trati 070 vede linka S3 a R3 (Praha-Vršovice - Mladá Boleslav) v rámci pražského systému Esko. Po trati 070 jezdí osobní vlaky i rychlíky, v pracovních dnech roku 2011 je to mezi Všetaty a Mladou Boleslaví obousměrně 5 rychlíků, 1 spěšný a 12 osobních vlaků.
Na území obce leží železniční zastávka (dřívější železniční stanice) Zdětín u Chotětova (původním názvem Chrastecký Dvůr), rychlíky jí projíždějí, spěšné vlaky staví na znamení. Do stanice byla v minulosti zapojena vlečka cukrovaru Benátky nad Jizerou a tamní továrny Karborundum (výrobny brusiv - karborunda), vedená údolím západně od zastavěné části obce; po zrušení vlečky je po jejím tělese od 15.4.2009 vedena stezka pro cyklisty 3 m široká a 4,2 km dlouhá.

### Autobusová doprava 2025
V obci zastavuje autobusová linka 431 v trase Lysá n.L.,žel.st. - Stará Lysá - Předměřice n.J.,U Kostela - Kochánky - Benátky n.J.,aut.st. - Zdětín - Chotětov - Bezno - Boreč - Boreč,Žebice - (Skalsko,náves) a také linka 768 v trase Benátky n.J.,aut.st. - Zdětín - Sedlec - Mečeříž - Dolní Slivno - Horní Slivno - Kropáčova Vrutice,U Mostu - Košátky - Kropáčova Vrutice,Kojovice - (Byšice).